# VFTS 102

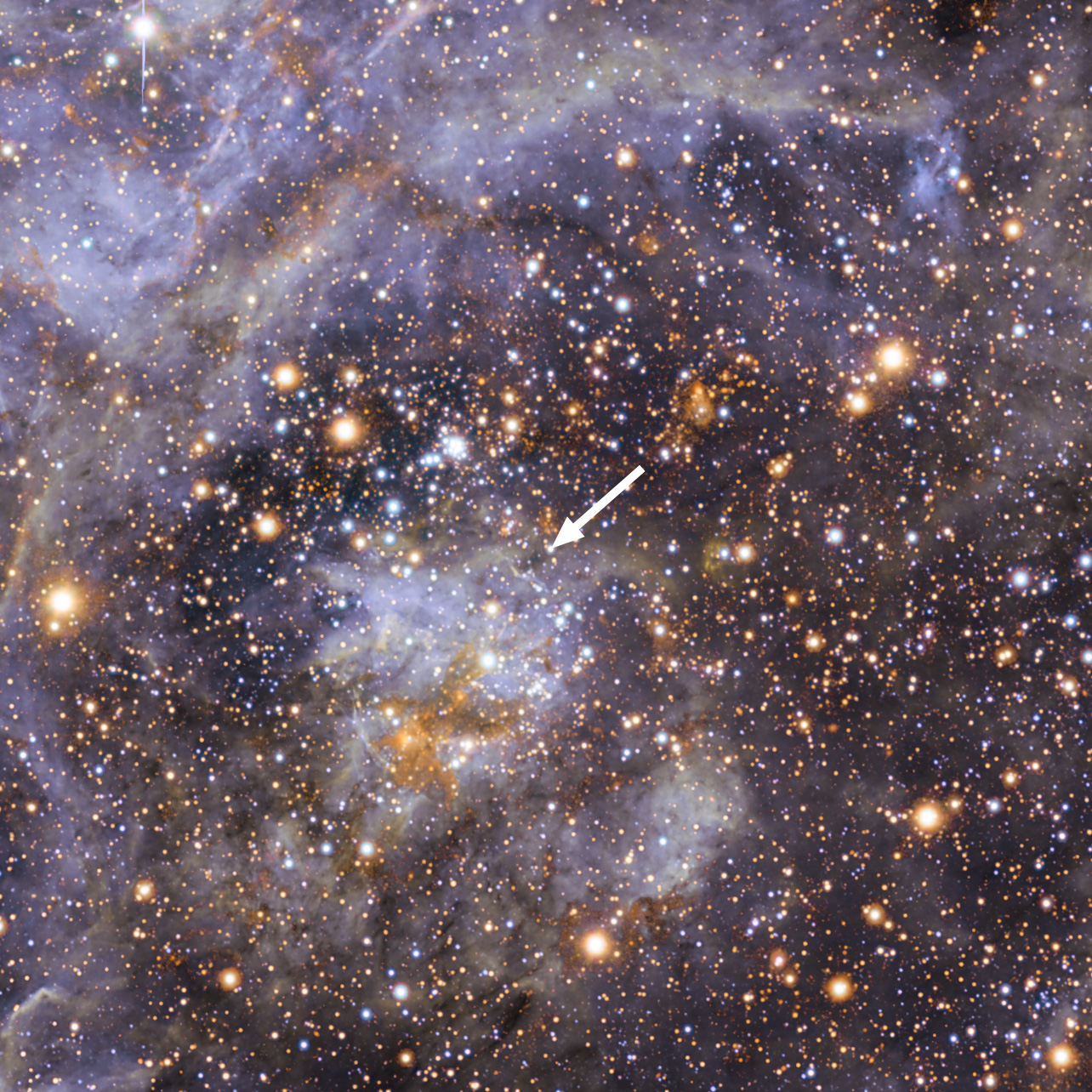

VFTS 102 ist ein Stern im Tarantelnebel in der Großen Magellanschen Wolke. Der Stern gilt als der am schnellsten rotierende Stern. Seine Winkelgeschwindigkeit (genauer: Rotationsgeschwindigkeit) wird mit etwa 600 km/s angegeben. Anders ausgedrückt, seine Geschwindigkeit am Äquator beträgt 2 Millionen km/h. Damit ist diese Rotationsgeschwindigkeit nahe an der höchstmöglichen Rotationsgeschwindigkeit für diesen Stern. Größere Rotationsgeschwindigkeiten könnten den Stern auseinanderreißen, weil Zentripetal- und Zentrifugalkräfte nicht mehr im Gleichgewicht wären. Die Masse des Gestirns beträgt 25 M☉. Als mögliche Erklärung für die Entstehung des Sterns wird angenommen, dass der Stern in einem Doppelsternsystem von seinem zweiten Begleiter Materie erhalten hat. Als der zweite Begleiter in einer Supernova explodierte, wurde VFTS 102 herausgeschleudert. Man fand etwa 12 Parsec entfernt den relativ jungen Pulsar PSR J0537-6910, welcher die Überreste des zweiten Begleiters sein könnten.